# Olli Nikupeteri
Olli Nikupeteri, född 28 november 2002 i Kemi, Finland, är en finländsk professionell ishockeyspelare (forward) som från och med säsongen 2024/25 spelar för Oulun Kärpät i finska Liiga.